# Неменка
Не́менка — село в Україні, у Іллінецькій міській громаді Вінницького району Вінницької області. 
За новим генеральним планом міста Іллінці 2021 року, має бути включено у межі міста Іллінці. 

## Історія
1864 року за описом Лаврентія Похилевича в селі мешкало 734 особи, з яких 31 — римо-католик. Дерев'яна Покровська церква була побудована 1742 року, володіла 58 десятинами землі.
Станом на 1885 рік у колишньому власницькому селі Жаданівської волості Липовецького повіту Київської губернії мешкало 659 осіб, налічувалось 90 дворових господарств, існували православна церква, школа, постоялий будинок і 3 водяних млини.
За переписом 1897 року кількість мешканців зросла до 1049 осіб (540 чоловічої статі та 509 — жіночої), з яких 1019 — православної віри.
12 червня 2020 року, відповідно до розпорядження Кабінету Міністрів України № 707-р «Про визначення адміністративних центрів та затвердження територій територіальних громад Вінницької області» село увійшло до складу Іллінецької міської громади.
19 липня 2020 року, в результаті адміністративно-територіальної реформи та ліквідації Іллінецького району, село увійшло до складу Вінницького району.

## Населення

### Мова
Розподіл населення за рідною мовою за даними :
| Мова       | Кількість | Відсоток |
| ---------- | --------- | -------- |
| українська | 434       | 98.64%   |
| російська  | 6         | 1.36%    |
| Усього     | 440       | 100%     |

## Символіка
Затверджена 18 липня 2018 р. рішенням №646 XXXIV сесії міської ради VIII скликання. Автори - Н.А.Чигрин, К.М.Богатов, В.М.Напиткін.

### Герб
Щит перетятий золотим нитяним меандром на червоне і зелене поля. У верхній частині вершник у срібних лицарських шатах на срібному коні, з піднятим мечем і червоним щитом, на якому срібний шестираменний хрест. У нижній частині два золотих напружених скіфських луки зі стрілами, покладені в лівий і правий перев'язи, тятивами один до одного. Герб вписаний в золотий декоративний картуш і увінчаний золотою сільською короною. Унизу картуша напис "НЕМЕНКА".
Грецький меандр означає, що в селі жив П.Ніщинський – композитор, поет, перекладач з давньогрецької мови. Вершник – частина родового герба Сангушків, яким належало село; два скіфських луки означають два кургани поблизу села.

### Прапор
Квадратне полотнище поділене жовтим тонким меандром на дві рівновеликі частини – червону і зелену. На верхній частині вершник у білих лицарських шатах на білому коні, з піднятим мечем і червоним щитом, на якому білий шестираменний хрест. У нижній частині два жовтих скіфських напружених луки зі стрілами, покладені діагонально стрілами вгору, тятивами один до одного.

## Пам'ятки
- В селі є пам'ятник Богдану Хмельницькому, споруджений у 1970 році.
- Лісова криниця — гідрологічна пам'ятка природи місцевого значення.

## Відомі люди
У селі народилися: 
- видатний український композитор Петро Іванович Ніщинський.
- відома подільська поетеса Світлана Травнева.